# Yukio Hayashida
Yukio Hayashida (Japans: 林田 悠紀夫, Hayashida Yukio) (Maizuru, 26 november 1915 - Tokio, 11 november 2007) was een Japans politicus en voormalig lid van het hogerhuis. Hayashida diende als gouverneur van Kioto van 16 april 1978 tot 15 april 1986. Later werd hij Minister van Justitie van 6 november 1987 tot 27 december 1988.
Yukio Hayashida overleed op 11 november 2007 op 91-jarige leeftijd aan hartfalen.
- CiNii: DA13817909
- International Standard Name Identifier: 0000 0003 8033 271X
- Bibliotheek van het Japanse parlement: 00812311
- Virtual International Authority File: 259402212